# Streptocephalus rugosus
Streptocephalus rugosus är en kräftdjursart som beskrevs av Brehm 1960. Streptocephalus rugosus ingår i släktet Streptocephalus och familjen Streptocephalidae. Inga underarter finns listade i Catalogue of Life.